# Starodacine, Bârzula
Starodacine (în ucraineană Стародачне) este un sat în comuna Ananiev din raionul Bârzula, regiunea Odesa, Ucraina.